# ابن العيني
زين الدين عبد الرحمن بن أبي بكر بن محمد الدمشقي المعروف بـابن العَيْني (1433 - 1488) أديب ونحوي وفقيه مسلم شامي في العصر المملوكي عاش في القرن 15 الميلادي/ القرن 9 هـ . ولد في دمشق وتعلم بها وبالقاهرة. وعاد إلى موطنه فدرس وأفتى وأخذ عنه جماعة. هو من علماء الحنفية ومفسر وله مؤلفات عديدة والحواشي والشروح والمختصرات منها مختصر مدارك التنزيل وحقائق التأويل للنسفي.

## سيرته
هو أبو محمد عبد الرحمن بن أبي بكر بن محمد، ، زين الدين الصَّالحي الحنفي، المعروف بـابن العَيْني نسبةً إلى رأس العَين، سكن صالحية دمشق. ولد بدمشق سنة 837 هـ/ 1433 م. فحفظ القرآن وكُتُباً، واشتغل بالفقه وأصوله عند حميد الدين، وبكثير من العقليات عند حسين قاضي الجزيرة ويوسف الرومي في آخرين، وقدم القاهرة فأخذ بها في الفقه وأصوله عن الزين قاسم، والقراءات عن الشهاب بن أسد، وأخذ في العروض عن أبي الفضل المغربي، ولكنه لم يستكثر من الشيوخ، وقد سمع على الشاوي ونشوان وغيرهما، وحضر عند السخاوي بعض المجالس، واختص بابن مزهر ونوه به بحيث صار بأخرة يعد من أعيان مذهبه.
توجه زين الدين العيني للتدريس والإفتاء وأخذ عنه جماعة من الطلبة، وانتهى الأمر له في قضاء الحنفية بدمشق، وبالجملة فقد نال رياسة ووجاهة. قال عنه السخاوي: «ناب في التدريس بالعذراوية والركنية ثم درّس بالمرشدية وغيرها.» يعد من علماء الحنفية في عصره وهو مفسر وله مختصر مدارك التنزيل وحقائق التأويل للنسفي. 

توفي سنة 893 هـ/ 1488 م في دمشق.

## آثاره
صنف زين الدين العيني في العربية والعروض وله كتب في تفسير اللغة التركية مع نظمٍ ونثرٍ:
- حل الشاطبية
- تفسير اللغة التركية
- شرح منار الأنوار في أصول الفقه
- تحفة المعاني في علم المعاني
- مختصر تلخيص المفتاح
- جهد المقل شرح تهذيب المنطق
- الخصائص النبوية.
- الدرة المضية في اللغة التركية
- شرح الألفية لابن مالك.
- شرح الألفية للعراقي في الحديث
- شرح الجامع الصحيح للبخاري
- شرح درر البحار للقونوي في الفروع
- شرح الشمسية في المنطق
- شرح فرائض المختار للموصلي
- شرح المنار للنِّسَفي في الأصول
- شرح النقاية لصدر الشريعة
- شرح الوشاح في معاني والبيان
- مختصر مدارك التنزيل في التفسير للنسفي
- نظم تلخيص المفتاح